# Submarino U-594
El submarino alemán U-594 fue un submarino tipo VIIC construido para la Kriegsmarine de la Alemania nazi para el servicio militar durante la Segunda Guerra Mundial . Fue depositada el 17 de diciembre de 1940 por Blohm & Voss, Hamburgo como el número 570, botado el 3 de septiembre de 1941 y comisionado el 30 de octubre de 1941 bajo el mando de Kapitänleutnant Dietrich Hoffmann.

## Diseño
Los submarinos alemanes Tipo VIIC fueron precedidos por los submarinos más cortos Tipo VIIB . El U-594 tenía un desplazamiento de 769 toneladas (757 toneladas largas) cuando estaba en la superficie y 871 toneladas (857 toneladas largas) mientras estaba sumergido.  Tenía una longitud total de 67,10 m (220 pies 2 pulgadas), una longitud de casco de presión de 50,50 m (165 pies 8 pulgadas), una manga de 6,20 m (20 pies 4 pulgadas), una altura de 9,60 m ( 31 pies 6 pulgadas) y un calado de 4,74 m (15 pies 7 pulgadas). El submarino estaba propulsado por dos motores diésel sobrealimentados Germaniawerft F46 de cuatro tiempos y seis cilindros . produciendo un total de 2800 a 3200 caballos de fuerza métricos (2060 a 2350 kW; 2760 a 3160 shp) para uso en superficie, dos motores eléctricos Brown, Boveri & Cie GG UB 720/8 de doble acción que producen un total de 750 caballos de fuerza métricos (550 kW; 740 shp) para uso sumergido. Tenía dos ejes y dos hélices de 1,23 m (4 pies ) . El barco era capaz de operar a profundidades de hasta 230 metros (750 pies).
El submarino tenía una velocidad máxima en superficie de 17,7 nudos (32,8 km/h; 20,4 mph) y una velocidad máxima sumergida de 7,6 nudos (14,1 km/h; 8,7 mph).  Cuando estaba sumergido, el barco podía operar durante 80 millas náuticas (150 km; 92 mi) a 4 nudos (7,4 km/h; 4,6 mph); cuando salió a la superficie, podría viajar 8.500 millas náuticas (15.700 km; 9.800 mi) a 10 nudos (19 km / h; 12 mph). El U-594 estaba equipado con cinco tubos de torpedos de 53,3 cm (21 pulgadas) (cuatro instalados en la proa y uno en la popa), catorce torpedos , un cañón naval SK C / 35 de 8,8 cm (3,46 pulgadas) , 220 rondas y un Cañón antiaéreo C/30 de 2 cm (0,79 pulgadas) . El barco tenía una dotación de entre cuarenta y cuatro y sesenta.

## Historial de servicio
La carrera del barco comenzó con el entrenamiento en la 8.ª Flotilla de submarinos el 30 de octubre de 1941, seguida del servicio activo el 1 de marzo de 1942 como parte de la 7.ª Flotilla de submarinos durante el resto de su servicio.
En las seis patrullas que realizó hundió dos buques mercantes, para un total de 14,390 toneladas de registro bruto (TRB) .

### Convoy EN 127
El convoy ON 127, en dirección oeste desde el Reino Unido a Nueva York, se le encontró en el Canal del Norte el 5 de septiembre de 1942. El convoy estaba compuesto por 32 barcos, muchos de ellos petroleros en lastre. La escolta oceánica, C4, era en gran parte canadiense.
Poco después del ocaso, el convoy partió en ocho columnas de cuatro, a 600 millas hacia el Atlántico Wolf Pack Vorwärts esperaba en una emboscada. De los 13 submarinos de la manada de lobos, muy pocos de sus comandantes tenían experiencia en combate o éxito a su nombre; Friedrich Mumm en el U-594 era un completo novato.
El contacto inicial se produjo la noche del 9 de septiembre de 1942 y, para entonces, Vorwärts había sido reforzado con barcos adicionales de Stier . El clima era bueno con buena visibilidad, pero el Almirantazgo había advertido a las escoltas del convoy sobre la presencia del enemigo.
El 12 de septiembre, esa noche tanto el U-407 como el U-594 lanzaron torpedos sin éxito. El U-594 finalmente hundió a un rezagado con un valor de 6,131 GRT. El vapor hundido, el Stone Street, era de bandera panameña y propiedad de un estadounidense, fue hundido con un único torpedo que golpeó la sala de máquinas en el lado de babor.
Cuando el U-594 emergió, volcó accidentalmente el bote salvavidas del Stone Street, pero los hombres fueron subidos a bordo, interrogados y provistos de suministros de whisky y comida, para luego ser liberados; a excepción del capitán que fue retenido como prisionero de guerra.

### Hundimiento
El U-594 fue hundido el 5 de junio de 1943 en el Atlántico Norte en la posición 35°55′N 09°25′O / 35.917, -9.417, por cargas de profundidad de un bombardero RAF Hudson . Todas los marineros murieron.

### Manadas de lobos
El U-594 participó en seis manadas de lobos, a saber:
- Blücher (14 - 28 de agosto de 1942)
- Stier (29 de agosto - 2 de septiembre de 1942)
- Vorwärts (2 - 17 de septiembre de 1942)
- Jaguar (10 - 31 de enero de 1943)
- Pfeil (1 - 9 de febrero de 1943)
- Lowenherz (1 - 10 de abril de 1943)

## Historial de incursiones
| Fecha                    | Nombre del barco | Nacionalidad | Tonelaje ( TRB ) | Destino |
| ------------------------ | ---------------- | ------------ | ---------------- | ------- |
| 13 de septiembre de 1942 | Stone Street     | Panamá       | 6,131            | Hundido |
| 26 de enero de 1943      | Kollbjorg        | Noruega      | 8,259            | Hundido |